# 小行星9568
小行星9568是一颗围绕太阳公转的小行星。1988年1月13日，天文学家亨利·德波鸿诺在拉西拉天文台发现了此天体。
这颗小行星的绝对星等为169.8098999835831等。